# 極秘
| ウィキペディアには「極秘」という見出しの百科事典記事はありません（タイトルに「極秘」を含むページの一覧/「極秘」で始まるページの一覧）。 代わりにウィクショナリーのページ「極秘」が役に立つかもしれません。 |